# Една Паркер
Една Рут Паркер (англ. Edna Ruth Parker), до шлюбу Скотт, англ. Scott; 20 квітня 1893 року, місто Хендрікс, округ Шелбі, Індіана, США — 26 листопада 2008 року, Шелбівіль, округ Шелбі, Індіана, США) — американська вчителька, довгожителька. З 13 серпня 2007 року і до моменту смерті вважалася найстарішою живою людиною в світі.

## Життєпис
Една Рут Скотт народилася 20 квітня 1893 року на фермі в містечку Хендрікс, округ Шелбі, штат Індіана, США. Вона навчалася в середній школі Франкліна, а потім відвідувала заняття в коледжі Франкліна, щоб отримати вищу освіту. 12 квітня 1913 року взяла шлюб зі своїм сусідом Ерлом Паркером. Народила синів Кліфорда та Ерла-молодшого. Їх обох вона пережила. Чоловік помер 23 лютого 1939 року. Станом на квітень 2008 року мала п'ять онуків, 14 правнуків та 13 праправнуків. Двої своїх сестер вона теж пережила (Джорджія дожила до 99 років, а Опал померла у 88).
Після смерті чоловіка, коли їй було 45 років, Паркер залишилась жити сама на фермі біля Блурідж Роад. Вона мала хороше здоров'я, коли у віці 100 років вирішила переїхати до свого старшого сина Кліфорда. Одного разу взимку Кліфорд з дружиною поїхали на баскетбольну гру, а Една залишилась сама вдома. Коли вони повернулися, то знайшли її на задньому дворі в снігу непритомною. Всі переживали за її життя, але вона повністю одужала з легкими травмами. Згодом було вирішено, що їй потрібно переїхати в будинок для літніх людей.
Паркер дуже любила читати, особливо поезію. Їй подобалися твори Джеймса Уіткомба Райлі. Вона любила цитувати вірші своїм відвідувачам. Кожного дня вона читала газети, часто надсилала автографи людям, якщо її просили. У 2007 році вона отримала лист-привітання від президента США Джорджа Вокера Буша з нагоди її 114-річчя, який подякував їй за те, що «вона ділиться своєю мудрістю та досвідом» з молодшими поколіннями. Також мер Шелбівіля вручив їй символічний ключ від міста.
Една Паркер померла в будинку для літніх людей у штаті Індіана, близько 5:19 вечора, в середу 26 листопада 2008 року у віці 115 років і 220 днів.